# Беломестное (Новооскольский район)
Беломе́стное — село в Новооскольском районе Белгородской области, административный центр Беломестненского сельского поселения.

## Этимология
По преданию название села пошло от двух слов: «белое» и «место» — Беломестное.

## Физико-географическое положение
Село расположено в юго-западной части Новооскольского района, территория которого изрезана балками (логами), оврагами, по которым разбросаны дубравы, в полутора километрах от автодороги 14К1 Белгород — Павловск, в ~ 95 км от областного центра города Белгорода и ~ 15 км от районного центра — Нового Оскола.

### Полезные ископаемые
В окрестностях села имеются разведанные запасы железных руд. Ближайшие залежи приурочены к Приоскольскому месторождению Курской магнитной аномалии. Также имеются месторождения бокситов, апатитов, минеральных подземных вод (радоновых и лечебно-столовых), многочисленные месторождения строительных материалов (мела, песка, глин и т. д.).

### Климат
Климат умеренно континентальный с мягкой зимой, снегопадами и оттепелями. Лето продолжительное, преимущественно сухое и жаркое. Среднегодовая температура + 6.0°С . Самый холодный месяц — январь. Безморозный период около 155—160 дней, продолжительность солнечного времени до 1900 часов.

## История
Активное заселение этих мест началось в конце XVII века. До 1861 года большую часть жителей составляли так называемые казённые души, были и крепостные крестьяне, принадлежащие помещику Решетову. 10-я ревизия записала за Решетовым «78 душ мужского пола» и 806 душ мужского пола крестьян государственных четвертных.
Перепись 1884 года: «Новооскольского уезда Слоновской волости с. Беломестное — 336 дворов (331 изба), 2097 крестьян, грамотных 139 мужчин и 10 женщин, в местной школе училось 59 мальчиков и 11 девочек.
В торгово-промышленном справочнике, изданном в Санкт-Петербурге, в 1902 году отмечалось:

В волости слободы Слоновки, в 4 верстах от неё к западу расположено с. Беломестное, имеющее 2.500 жителей, лавки и 13 ветряных мельниц.— «Вся Россия. Русская книга промышленности, торговли, сельского хозяйства и администрации» за 1902 год
До 1917 года обучение в школе велось до третьего класса. После революции — до четвёртого. В 1930 году в Беломестном открыта 7-летняя школа.
В 1929 году создан колхоз «Новый путь». В 1932 году, с. Беломестное: 2893 жителя — центр сельского Совета в Новооскольском районе.
В годы Великой Отечественной войны в окрестностях села летом 1943 года дислоцировался 820-й штурмовой авиационный полк 292-й ШАД на самолётах Ил2. Только в июле 1943 года лётчиками полка было совершено более 300 боевых вылетов. Настоящим боевым крещением для бойцов и командиров полка стало участие в Белгородско-Харьковской стратегической наступательной операции на заключительном этапе Курской битвы.
Весной-летом 1943 года в селе располагался штаб и формировалась 94-я стрелковая дивизия РККА, бойцы которой впоследствии освобождали Белгород.
В 1963 году построен Дом культуры на 450 мест. 12 декабря 2009 года Дом культуры открыли после капитального ремонта с зрительным залом на 216 посадочных мест. В здании Дома культуры расположена Беломестненская модельная публичная библиотека. Рядом с ДК находится новый благоустроенный парк.
В 1974 году построено новое здание средней общеобразовательной школы.
На 17 января 1979 в селе зарегистрировано 1304 жителя, на 12 января 1989—1270 (533 муж. и 737 жен).
В начале 1990-х годов в Беломестном располагалась центральная усадьба колхоза «Дружба» (на 1992 г — 1586 колхозников). Хозяйство производило и продавало зерно, сахарную свеклу, подсолнечник, картофель, молоко, мясо.

## Население
| 2002 | 2010  |
| ---- | ----- |
| 1124 | ↘1091 |

## Достопримечательности
Свято-Троицкий храм
 Объект культурного наследия народов РФ регионального значения. Рег. № 311410073620005 (ЕГРОКН)
Каменный Троицкий храм построен в 1807 году на народные средства. Действовал в периоды революций 1917 года, гражданской войны, коллективизации и во время Великой Отечественной войны.
В 1958 году по решению местных партийных органов был закрыт, впоследствии использовался как зернохранилище. Долгое время храм не действовал и находился в аварийном состоянии. В 1991 году был передан Русской Православной церкви.
В августе 2008 начались реставрационные работы. Отреставрированный храм освящен архиепископом Белгородским и Старооскольским Иоанном 4 декабря 2009 года.
Братская могила советских воинов
 Объект культурного наследия народов РФ регионального значения. Рег. № 311410066820005 (ЕГРОКН)
В июле — августе 1943 года на территории села располагался эвакогоспиталь № 3247. Умершие от ранений солдаты, 44 человека, были похоронены в братской могиле. Установлены имена 19 человек.
Меловая гора
Вблизи села Беломестное находится государственный природный заказник «Меловая гора» площадью 30 га.